# Nancy Morgan
Nancy Karen Morgan (ur. 1 kwietnia 1949) – amerykańska aktorka telewizyjna i filmowa.

## Filmografia wybrana[1]
- Lucky Luke (1993,serial tv) jako Lotta Legs
- Dzielny szeryf Lucky Luke  (1991) jako Lotta Legs
- Grand Theft Auto (1977) jako Paula Powers